# آنا بيرثا إيسبين
آنا بيرثا إيسبين (بالإسبانية: Ana Bertha Espín)‏ (13 أكتوبر 1958 في إحدى مدن ولاية موريلوس بالمكسيك)؛ هي ممثلة مكسيكية كانت متزوجة من الممثل  خايمي لوزانو وأنجبت منه طفلها الوحيد خايمي أرتورو لوزانو أيسبين اللاعب الدولي لكرة القدم.
شاركت إيسبين في العديد من المسلسلات والأفلام والمسرح، ومن مسلسلاته التي عرضت على الشاشات العربية مسلسل الحب الحقيقي من بطولة فرناندو كولنج ومسلسل روبي من بطولة باربرا موري وإدواردو سانتامارينا وسيباستيان رولي وجاكلين براكامونتاس ومسلسل إمراة من فولاذ بجانب الممثلة لوسيرو وفرناندو كولنج وغابرييلا سبانيك وديفيد زيبيدا وآنا مارتين ومسلسل قلوب لا تعرف الحب بجانب آنا بريندا كونتريراس وخورخي ساليناس وخوسيه رون وخوليان غيل وسوزانا كونزاليس وآنا مارتين كما شاركت في مسلسل نساء قاتلات الجزء الثالث.

## وصلات خارجية
- آنا بيرثا إيسبين على موقع IMDb (الإنجليزية)
- آنا بيرثا إيسبين على موقع قاعدة بيانات الفيلم (الإنجليزية)
- آنا بيرثا إيسبين على موقع كينوبويسك (الروسية)